# Cay Süberkrüb
Cay Süberkrüb (* 3. April 1954 in Kiel) war vom 21. Oktober 2009 bis 30. Oktober 2020 Landrat des nordrhein-westfälischen Kreises Recklinghausen. Er ist Mitglied der SPD.

## Leben
Nach dem juristischen Staatsexamen in Bielefeld arbeitete Süberkrüb ab 1982 als Rechtsamtsleiter bei der Stadtverwaltung in Herten. Dort übernahm er 1993 die Aufgabe des Fachbereichsleiters für Schule und Jugend. In diesem Zusammenhang war er in beratender Funktion in kommunalen Gremien und Gutachterausschüssen der KGSt und der Bertelsmann Stiftung tätig. Gemeinsam mit dem Landesjugendamt führte er in Herten das Projekt „Qualitätssicherung und kollegiale Visitation“ durch. Im Jahr 2000 wurde Süberkrüb Mitglied des Verwaltungsvorstandes und gleichzeitig zum nebenamtlichen Geschäftsführer der PROSOZ Herten GmbH (bis 2004) berufen. Von 2002 bis 2004 war er Beigeordneter für Personal und Organisation. Ab 2004 und bis zu seiner Wahl zum Landrat war er Kämmerer und Erster Beigeordneter (allgemeiner Vertreter des Bürgermeisters) der Stadt Herten. Von Oktober 2009 bis September 2020 war er direkt gewählter Landrat des Kreises Recklinghausen. Am 2. Juli 2019 kündigte Cay Süberkrüb in Recklinghausen an, dass er bei der Kommunalwahl im Herbst 2020 nicht noch einmal für das Amt kandidieren wolle. Cay Süberkrüb war der bisher einzige Hertener im Amt des Landrates des Kreises Recklinghausen. Süberkrüb war Vorsitzender des Aufsichtsrates der Vestische Straßenbahnen GmbH und der EKOCity GmbH sowie Mitglied in den Verbandsversammlungen des RVR und VRR.
Er ist verheiratet und Vater von vier Kindern.